# Wilhem de Haan
Wilhem de Haan, född 7 februari 1801 i Amsterdam, död 15 april 1855 i Haarlem, var en nederländsk entomolog och paleontolog.
Auktorsnamnet Haan kan användas för Wilhem de Haan i samband med ett vetenskapligt namn inom zoologin; se Wikipedia-artiklar som länkar till auktorsnamnet.